# دروازه دولت

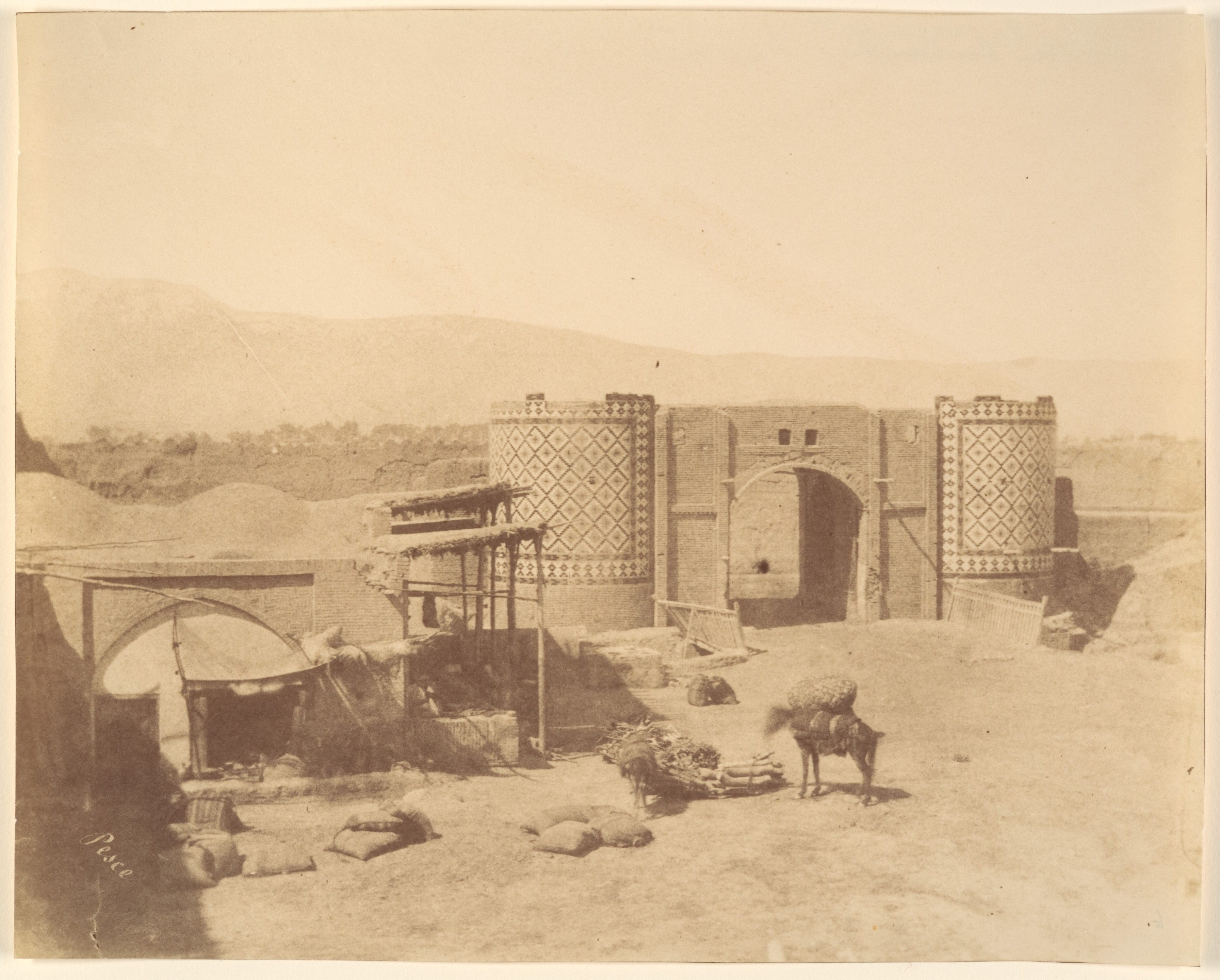
حدود سالهای ۶۰–۱۸۴۰

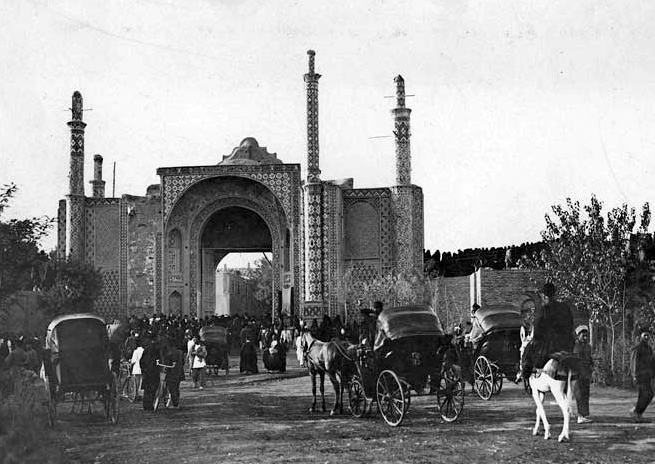
دروازه دولت در آغاز دوره پهلوی

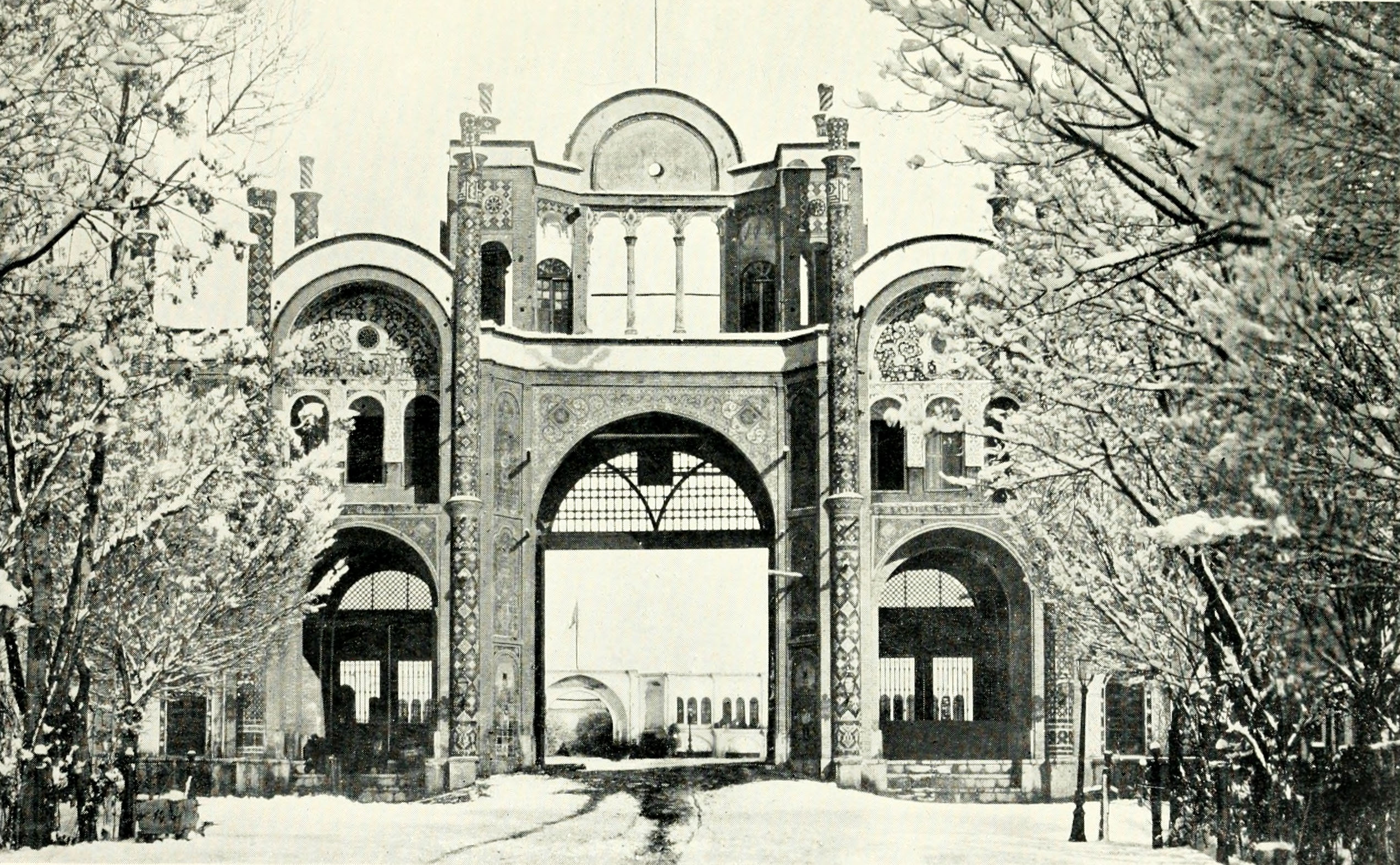
دروازه دولت در زمستان. احتمالاً حوالی سال ۱۹۰۷ میلادی

دروازه دولت یا محلهٔ دولت یکی از محله‌های قدیمی شهر تهران است.
خیابان‌های اصلی آن عبارت بودند از: دروازه دولت، دروازه دوشان‌تپه، یوسف‌آباد، لاله‌زار، ایلخانی، امیریه، خیابان جدید جناب وزیر، امین‌السلطان، خیابان جدید حسن‌آباد.
دروازه دولت از دروازه‌های شمالی تهران قدیم، در محل تلاقی خیابان های سعدی شمالی، انقلاب (شاهرضا) و مفتح (روزولت) قرار داشت.

## اماکن
در نقشهٔ سال ۱۳۰۹ قمری از تهران (دومین نقشهٔ دارالخلافه) اماکن زیر در این محله دیده می‌شود:
- باغ شاه
- میدان مشق
- پارک ظل‌السلطان
- باغ ظهیرالدوله
- باغ لاله‌زار
- پارک امین‌الدوله
- باغ نظامیه
- محله باغ وحش
- باغ آقا سید هاشم
- زمین ثقةالملک
- باغ صدیق‌الملک
- باغ معین‌آباد جناب مستوفی‌الممالک
- اراضی خالصه مبیعی وزیر
- باغ سهراب‌بیک و یحیی‌خان
- باغ سادات
- باغ قهوه‌چی‌باشی
- باغچه جلوخان